# 乌衣镇
乌衣镇，是中华人民共和国安徽省滁州市南谯区下辖的一个乡镇级行政单位。

## 行政区划
乌衣镇下辖以下地区：
第一社区、第二社区、银丰社区、柯湖村、法华村、红山村、新华村、袁庄村、双庙村、白庙村、吕赵村、汪郢村、黄圩村、吴港村和大同村。